# 泰瑟尔的格鲁吉亚人起义

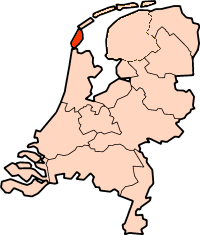
荷兰泰瑟尔（红色区）

泰瑟尔的格鲁吉亚人起义（荷蘭語：Opstand van de Georgiërs，1945年4月4日-1945年5月20日）是一场由驻扎在被德国占领的荷兰岛屿泰瑟尔上的德军（即德意志国防军陆军）格鲁吉亚军团882步兵营Königin Tamara（Queen Tamar，即塔玛拉女王）发动的暴动。该军营由800格鲁吉亚人和400德国人组成，主要由德国军官领导。该事件被描述为“欧洲最后的战场”（Europe's last battlefield）。

## 概述
这座重兵把守的岛屿是德国的大西洋壁垒防御系统的一部分，但是自盟军在法国登陆后，它便被降至相对不重要的地位。起义军营的军人原为来自格鲁吉亚苏维埃社会主义共和国的苏联红军士兵，在东方战线被俘。他们被德国人给了仅有的两种选择：被俘士兵可选择或者待在战俘营里——这几乎可以肯定意味着死亡，或者为德国人服务并被允许获得一定自由。该军营由选择了后者的人们组成。
该营原于1943年6月在临近波兰拉多姆的克鲁申那（Kruszyna）组建，起初被用于对付游击队（partisans）。1943年8月24日，它被命令到西部去接替印度志愿军团950团（Indische Freiwilligen-Legion Regiment 950）。该营于8月30日抵达荷兰赞德福特（Zandvoort）。自1943年9月至1945年2月初，它作为"Unterabschnitt [Subsection] Zandvoort"（赞德福特分队）的一部分驻扎在赞德福特。1945年2月6日，该营被编入泰瑟尔分队（Subsection Texel）并在3月初接受了伪造的番号Grenadier Regiment 177 of the 219th Infantry Division（219步兵师177掷弹兵团）。1945年3月末开始的为将该格鲁吉亚营的若干连移动至荷兰大陆以抵抗盟军前进的准备工作诱发了这次起义。
1945年4月5-6日夜，过了午夜很短时间，格鲁吉亚人就奋起并获得了对几乎全岛的控制。大约四百名德国士兵在最初的起义中被杀，当时他们几乎全体正在和格鲁吉人共享的住宿处睡觉，后者使用了小刀（knives）和刺刀（bayonets）。其他人当晚或次日在成队或单独站岗或在岛内道路上行走时被枪击和杀死。荷兰抵抗分子也参与和协助了格鲁吉亚人， 但是，该次叛乱取决于一场预期的盟军登陆 — 后者却没有发生。此外格鲁吉亚人也没能占领位于该岛南部和北部海岸的海军炮台；这些炮兵设施内的成员是岛上仅有仍然活着的德国人。
德軍被下令反擊，163海军保护团（163rd Marine-Schützenregiment）自荷兰大陆抵达。在两周的战斗后，该岛被夺回。882营的德国指挥官，少校克劳斯·布赖特纳（Major Klaus Breitner），在战后长期声称该起义是“背信弃义，不是别的”（“treachery, nothing else”）；被俘的反抗者被命令为自己挖掘坟墓，脱去他们的德国制服，并被处决。
在俄罗斯或格鲁吉亚战争（在泰瑟尔岛上称呼）期间，大约1500名德国人，565名格鲁吉亚人，以及117名泰瑟尔本地人被杀。破坏是巨大的；成打的农场被烧毁，损失后来被评估为1000万荷兰盾（折合美元三百七十七万）。流血一直延续至此后1945年5月5日德国在荷兰和丹麦的投降，甚至延续至1945年5月8日德国的总投降。直到1945年5月20日，刚刚抵达的加拿大部队才能够平定“欧洲最后的战场”。
格鲁吉亚人被葬于靠近旧斯希尔德（Oudeschild）的霍格堡（Hogeberg）的礼仪性的公墓中。幸存者可能已经害怕面对如同大多数苏联通敌者的同样命运：根据《雅尔塔协定》强制遣返本国，经常接下来是监禁和流放以及——对官员而言——处决。然而228名通过躲藏在海岸雷区逃过德国人或被泰瑟尔农人隐藏且未被告发而幸存的格鲁吉亚人，大部分都消失在了斯大林的古拉格里了。那些1950年代中期仍然活着的人被改过自新并被允许回家。 直到1991年，苏联驻荷兰大使每年5月4日均访问格鲁吉亚人墓地，且至少在稍后的访问中称格鲁吉亚人为“苏联的英雄”。2005年5月4日，米哈伊尔·萨卡什维利作为独立的格鲁吉亚国家总统第一次访问了该墓地。
德国受害者起初被葬在登堡（Den Burg）的普通公墓的一个区域内。1949年，德国人在林堡省的叶塞尔斯特恩（Ysselsteyn）军人公墓找到了他们最终的安息地。该公墓由德国战争墓地委员会管理。
若干盟军飞行人员的最终安息地也可见于登堡（Den Burg）的社区公墓。
一个献给这些事件的永久性展览可见于该岛机场的航空博物馆（Aeronautical Museum）。
该起义的最后的格鲁吉亚幸存者之一Pokro Gakhariadze在2007年7月去世，并被以军礼葬于格鲁吉亚的祖格迪迪（Zugdidi）。
只有两名格鲁吉亚幸存者还活着：Grisha Baindurashvili，如今88岁住在Kaspi——一个距第比利斯以西40公里的村庄，以及Eugeny Artemidze，起义的主要组织者之一，如今87岁并住在Manglisi。后者在他自己的住宅里有一个有关泰瑟尔起义的博物馆。